# Araucaria hunsteinii
Araucaria hunsteinii (Клінкі) — вид хвойних рослин родини араукарієвих.

## Поширення, екологія
Країни проживання: Папуа Нова Гвінея. Висота проживання: 600–2000 м. Ґрунти від нейтральних до кислих з високим вмістом глини. Кількість опадів коливається від 800 мм до більш ніж 4000 мм на рік.

## Морфологія
Пірамідальне дерево до 85 м високий, до 3 м в обхваті, вершина стає відкритою і плоскою з віком. Кора темно-коричнева, потріскана, розтріскується на коркові пластини, смолиста. Молоді листки шилоподібні. Дорослі ланцетні, 6–15 см довжиною 1–2 см шириною, голчасті, плоскі, з лінійним жилкуванням. Чоловічі шишки циліндричні, 20 см довжиною 1,8–2,5 см шириною, мікроспорофіли ланцетні Жіночі шишки яйцеподібну-довгасті, 15–20 см довжиною 12,5 см шириною. Насіння трикутне; горішки 2,5 см довжиною, відносно вузьке; крила широкі до 2,5 см шириною.

## Використання
Деревина використовується в місцевих розпилювальній і фанерній промисловості, нині заборонена для експорту. Використовувалась для виготовлення авіаційних рам. Плантації були створені з 1948 року після експлуатації більшості з доступних деревостанів.

## Загрози та охорона
У більшості частин ареалу, чисельність була знижена до розкиданих деревостанів після сильної експлуатації задля якісної деревини. Виду також локально загрожує сільське господарство і збиток від диких свиней. Вогонь пов'язаний зі зміщенням сільське господарство і періодичні Ель-Ніньйо є великими загрозами.